# LP Bank Ninh Bình Volleyball Club
LP Bank Ninh Bình Volleyball Club (em vietnamita:Câu lạc bộ bóng chuyền nữ Ninh Bình) é um time de voleibol feminino vietnamita com base em Ninh Bình, Vietnã.

## Hisória
Fundado em 2021, conquistou o vice-campeonato continental em 2024, qualificando-se pela primeira para o Mundial de Clubes de 2024.
Com o nome de Ninh Bình Doveco pela primeira vez do campeonato nacional e conquistando o terceiro lugar na Copa Hung Vuong de 2021.

## Títulos e resultados
- Campeonato Asiático de Clubes:2024

- Liga Vietnamita: 2023

- Taça Internacional VTV9–Bình Điền: 2024